# Murungu (periodiskt vattendrag i Burundi)
Murungu är ett periodiskt vattendrag i Burundi.   Det ligger i provinsen Makamba, i den södra delen av landet, 120 km sydost om huvudstaden Bujumbura.
I omgivningarna runt Murungu växer huvudsakligen savannskog. Runt Murungu är det ganska tätbefolkat, med 96 invånare per kvadratkilometer.